# Pitimbu (ort)
Pitimbu är en ort i Brasilien.   Den ligger i kommunen Pitimbu och delstaten Paraíba, i den östra delen av landet, 1 700 km nordost om huvudstaden Brasília. Pitimbu ligger 12 meter över havet och antalet invånare är 7 862.
Terrängen runt Pitimbu är platt. Havet är nära Pitimbu österut. Närmaste större samhälle är Caaporã, 12,1 km väster om Pitimbu.